# Tabaré Regules
Tabaré Regules Molins (Montevideo, 27 de diciembre de 1889 - Montevideo. 20 de noviembre de 1962) fue un médico cirujano y escritor uruguayo.

## Biografía
Sus padres fueron el también médico y escritor tradicionalista Elías Regules y Statira Molins Acosta y Lara.

### Carrera médica
Sus estudios superiores los llevó a cabo en la Facultad de Medicina de Montevideo, graduándose como médico cirujano en el año 1915. Fue uno de los discípulos del médico y profesor Francisco Soca.
Ese mismo año ocupa el cargo de profesor de zoología en el liceo Linares de la ciudad de Progreso (Canelones).
El 29 de octubre de 1926 fue designado director y médico de Sala y de Asistencia Domiciliaria de la Sala de Auxilios de Sayago y Peñarol.
El 14 de febrero de 1951 fue designado Jefe de la Divisiójn asistencia del Ministerio de Salud Pública.

### Escritor tradicionalista
Además de su carrera como médico, tuvo un importante rol en el movimiento tradicionalista, que fundara su padre en 1894 desde la Sociedad Criolla. Fue en dicha sociedad, que actualmente tiene el nombre "Sociedad Criolla Elías Regules", que Tabaré cumplió gran parte de su vida labores como director, ocupando la presidencia durante muchos años, terminando como Presidente Honorario. Actualmente una de las calles interiores de la sede de la sociedad ubicada en Carrasco lleva su nombre.
En 1920 integra la Comisión de Sayago, Peñarol y Colón de la Sociedad Filantrópica Cristóbal Colón como secretario, pasando en 1929 a ocupar el cargo de Presidente hasta 1943, cuando renuncia por ausentarse del lugar. 
Cultivando al igual que su padre el estilo tradicionalista publicó dos libros de poesías,  “Margaritas Rojas” en 1936 y “Mate Amargo” en 1956. Amalia de la Vega popularizó su obra, musicalizando varios de sus poemas, los cuales aparecieron en muchos de sus álbumes.
El 25 de agosto de 1946, se funda en la ciudad de Trinidad, la Sociedad Criolla del departamento de Flores, con el nombre de “Dr. Tabaré Regules” en homenaje a su obra tradicionalista.

## Obra
- Margaritas rojas (Ed. Talleres gráficos de R. Martínez Recco, 1936)
- Mate amargo: versos criollos (Ed. Talleres gráficos Previtali, 1956)
- Ovejero azul
- Mi poncho
- Flor de ceibo
- Guitarra
- Martín pescador